# Aula

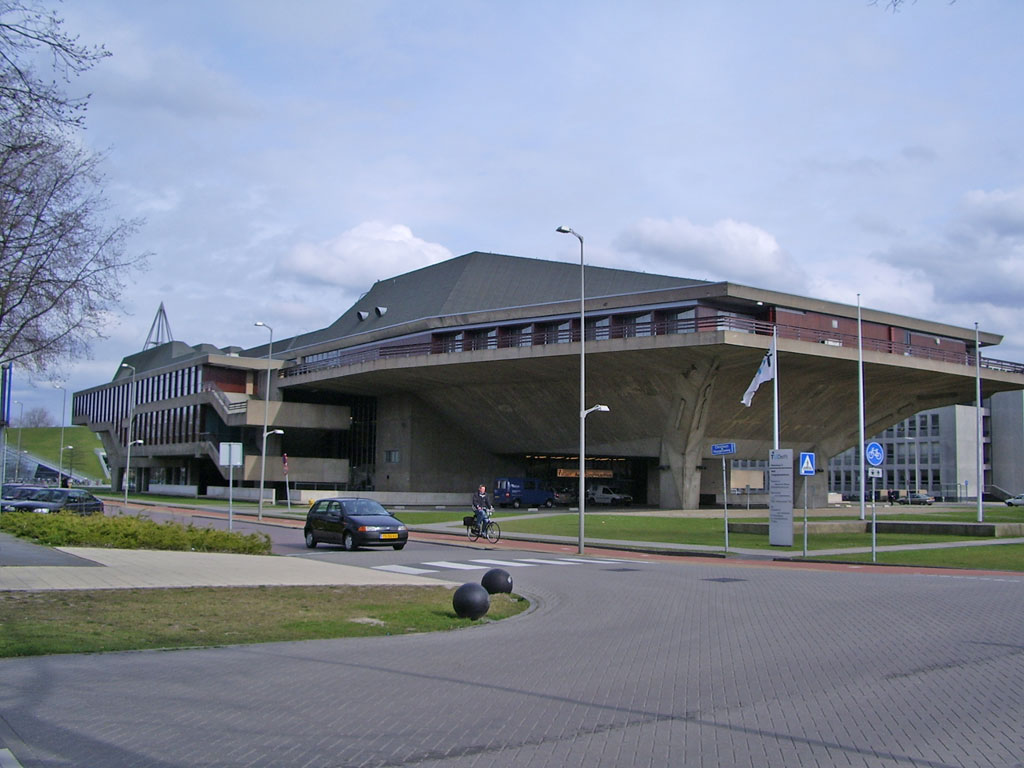
Aula van de TU Delft

Een aula is een (overdekte) ruimte of zaal bedoeld voor gemeenschappelijke bijeenkomsten of een gemeenschappelijk samenzijn, zoals voor begrafenissen of lessen.
Vaak is er een aula aanwezig bij een (middelbare of hogere) school of universiteit waar leerlingen, studenten of medewerkers bijeen kunnen komen voor onderricht. Een aula is dan vaak uitgerust met technische apparatuur, zoals borden, een overheadprojector, een pc en beamer. Vaak worden, om de zichtbaarheid van de docent te verhogen, de stoelen op een helling geplaatst of bevindt de docent zich op een verhoging (podium). Ook bij een begraafplaats of crematorium is een aula aanwezig, waar afscheid kan worden genomen van mensen die overleden zijn. Hier is naast technische apparatuur vaak ook een muziekinstallatie en eventueel een piano of vleugel aanwezig, zodat er ook muziek kan worden verzorgd tijdens de plechtigheid.

## Geschiedenis
Het begrip 'aula' stamt uit het Grieks. Bij Homerus was de aule (Grieks voor "hof, binnenplaats") de ommuurde, lichte hofkamer van een huis. In de 8e eeuw v.Chr. werd de aule tot kern van het Griekse hofhuis, waaromheen woon- en werkruimtes van meerdere etages werden gegroepeerd. De hof was daarbij ofwel gepleisterd of bestond uit gestampte aarde. Het om de aule geplaatste huis vormde de opvolger van de tot dan bij de Grieken gebruikelijke een- en tweekamerhuizen. In de loop der tijd werden de ruimtecombinaties steeds meer gestandaardiseerd. De aule werd deels omringd door zuilenopstellingen en werd zo een voorstadium van het peristylium, dat vanaf de 4e eeuw v.Chr. domineerde binnen de huizenbouw van de welgestelden.
In Hellinistische rechtsinscripties werd het woord aule afgeleid tot de benaming voor een landbouwbedrijf.
Bij de Romeinen kwam de aule functioneel overeen met het atrium. In de Romeinse keizertijd werden representatieve (officiële) zalenruimten waar ceremoniële akten werden ondertekend aangeduid als aula, zoals de Basilica van Constantijn in Trier. De aulici waren de hovelingen. Het woord aula is rechtstreeks overgenomen voor de Aula Regia in de middeleeuwse koningspaltsen. In de oud-christelijke basilieken staat het woord aula voor het voor de leken bestemde kerkschip.
Uiteindelijk kwam het woord terecht in het wetenschappelijke taalgebruik en kwam het te staan voor de grote zalen en hallen van universiteiten waar bijeenkomsten en ceremonieën worden gehouden.